# Wiesław Jędrychowski

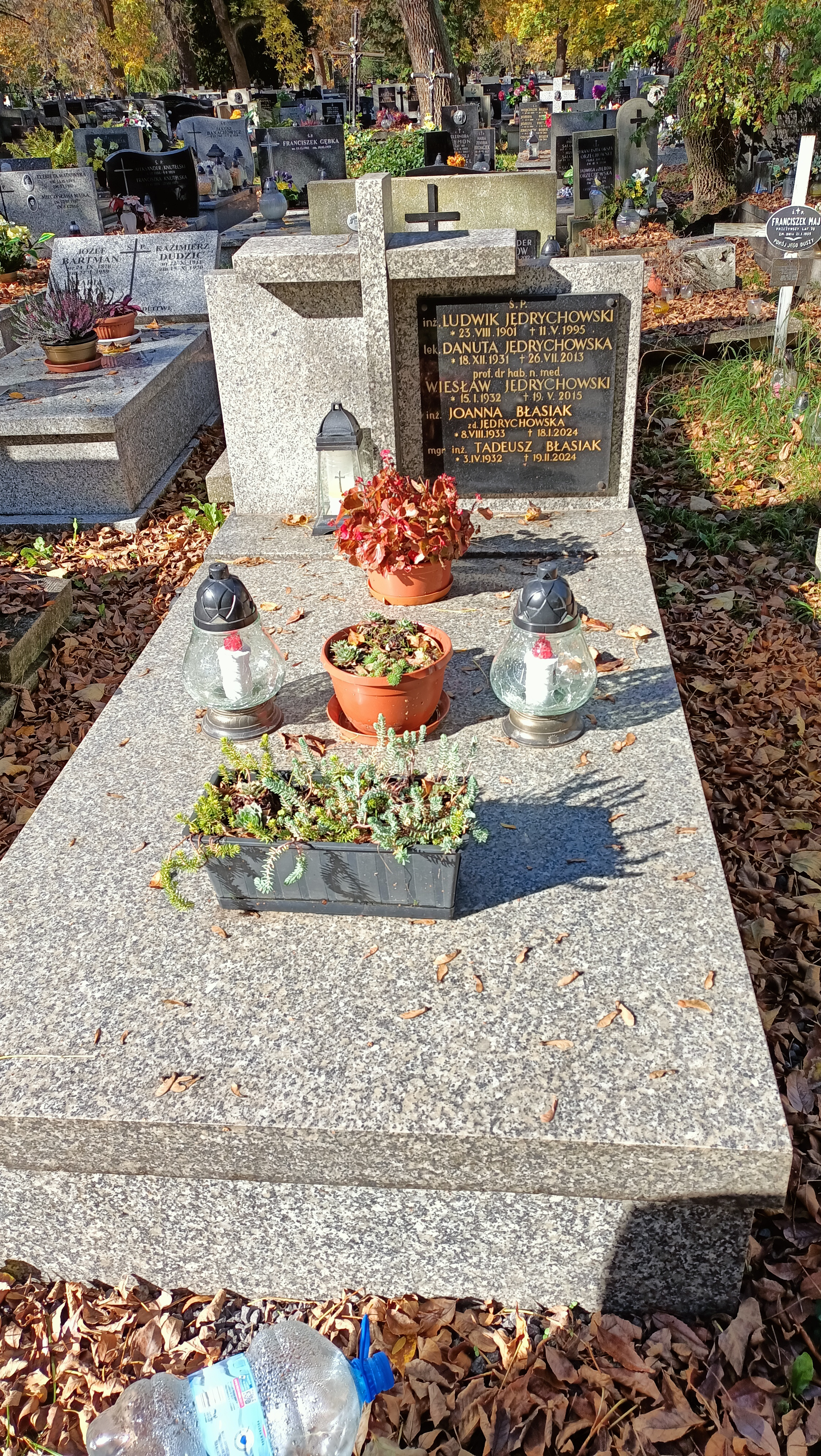
Grób Wiesława Jędrychowskiego na Cmentarzu Rakowickim w Krakowie

Wiesław Antoni Jędrychowski (ur. 15 stycznia 1932 w Sosnowcu, zm. 19 maja 2015 w Pawii) – polski epidemiolog, prof. dr hab. n. med.
W 1988 objął na dwa lata stanowisko profesora epidemiologii chorób przewlekłych w Katedrze Medycyny Zapobiegawczej Uniwersytetu w Kuwejcie. Był między innymi pracownikiem Katedry Epidemiologii i Medycyny Zapobiegawczej Wydziału Lekarskiego Collegium Medicum Uniwersytetu Jagiellońskiego, a także członkiem krajowym korespondentem Wydziału V (Lekarskiego) Polskiej Akademii Umiejętności. Odznaczony Medalem im. Jędrzeja Śniadeckiego, przyznanym przez PAN, Krzyżami Oficerskim i Kawalerskim Orderu Odrodzenia Polski w 1977 i w 1982. Zmarł 19 maja 2015 roku i 2 czerwca 2015 został pochowany na cmentarzu Rakowickim w Krakowie.